# Фагген
Фагген (нім. Faggen) — громада округу Ландек у землі Тіроль, Австрія.
Фагген лежить на висоті 900 м над рівнем моря і займає площу 3,63 км². Громада налічує 371 мешканців.
Густота населення 102/км².
|                                 |
| Фагген на мапі округу та землі. |

 Адреса управління громади: Faggen 70, 6525 Faggen.